# Émile Mercier
Émile Mercier (fl. XX secolo) è stato un arciere francese.
Partecipò ai giochi della II Olimpiade di Parigi nel 1900 dove vinse la medaglia di bronzo nella gara di al cappelletto da 50 metri.

## Palmarès
| Anno | Manifestazione | Sede   | Evento                   | Risultato |
| ---- | -------------- | ------ | ------------------------ | --------- |
| 1900 | Olimpiadi      | Parigi | Al cappelletto, 50 metri | Bronzo    |